# 科霍鬣兽属
科霍鬣兽属（学名：Koholia）为鬣齿兽目的一个属。

## 下属物种
本属包括以下物种：
- 阿特拉斯科霍鬣兽 Koholia atlasense Crochet, 1988